# Saint-Bonnet-Briance
 Saint-Bonnet-Briance  (en occitano Sent Bonèt Briança
) es una población y comuna francesa, situada en la región de Lemosín, departamento de Alto Vienne, en el distrito de Limoges y cantón de Pierre-Buffière.

## Demografía
| 902 | 759 | 635 | 536 | 498 | 486 | 527 |
| Para los censos de 1962 a 1999 la población legal corresponde a la población sin duplicidades (Fuente: INSEE [Consultar]) |     |     |     |     |     |     |